# Cyathea uleana
Cyathea uleana é uma espécie de planta do gênero Cyathea e da família Cyatheaceae. 

## Taxonomia
A espécie foi descrita em 2011 por Marcus Lehnert. 
Os seguintes sinônimos já foram catalogados:  
- Hemitelia uleana  Samp.
- Cnemidaria uleana  (Samp.) Tryon

## Forma de vida
É uma espécie terrícola e herbácea. 

## Descrição
| Caule                         | Caule                                                                                |
| ----------------------------- | ------------------------------------------------------------------------------------ |
| tipo                          | rizoma decumbente                                                                    |
| cicatriz foliar               | ausente                                                                              |
| Folha                         |                                                                                      |
| emergência na base do pecíolo | inerme/tuberculado                                                                   |
| indumento do pecíolo          | com indumento furfuráceo/com escâmula/escama lustrosa                                |
| escama da base do pecíolo     | concolor/bicolor/castanho escura/sem seta/lanceolada/oval lanceolada/margem lacerada |
| lâmina                        | pinada pinatifida/ápice abruptamente reduzido/com pina apical conforme               |
| pina                          | séssil/margem lobo inteira                                                           |
| cóstula e nervura abaxial     | com escama plana                                                                     |
| nervura                       | parcialmente anastomosada                                                            |
| Tipo de esporângio            |                                                                                      |
| soro                          | mediano                                                                              |
| indúsio                       | escamoso/hemitelioide                                                                |
| paráfises                     | ausente                                                                              |

## Conservação
A espécie faz parte da Lista Vermelha das espécies ameaçadas do estado do Espírito Santo, no sudeste do Brasil. A lista foi publicada em 13 de junho de 2005 por intermédio do decreto estadual nº 1.499-R. 

## Distribuição
A espécie é encontrada nos estados brasileiros de Amazonas, Espírito Santo, Minas Gerais, Paraná, Rio de Janeiro, Santa Catarina e São Paulo. 
A espécie é encontrada nos  domínios fitogeográficos de Floresta Amazônica e Mata Atlântica, em regiões com vegetação de floresta de terra firme e floresta ombrófila pluvial.